# 神奈川県立厚木清南高等学校
神奈川県立厚木清南高等学校（かながわけんりつあつぎせいなんこうとうがっこう）は、神奈川県厚木市岡田に所在する公立の高等学校。所在地は旧神奈川県立厚木南高等学校と同じ。

## 概要
2003年（平成15年）4月に旧厚木南高等学校の校舎設備を流用して開校した。全日制のみの神奈川県立横浜桜陽高等学校、2004年（平成16年）4月に開校した全日制・定時制併設の神奈川県立川崎高等学校に次いで、3校目のフレキシブルスクールである。全日制・定時制・通信制を併設している学校としては、全国初のフレキシブルスクールである。

## 教育方針
生徒一人ひとりが学ぶ内容を選び、自らに適した形で深く学修を進めることにより、自らの可能性を見出し個性の伸長を図ることのできる教育を行う。

## 沿革
- 2004年（平成16年）
  - 11月1日 - 神奈川県立厚木清南高等学校設置。
  - 12月7日 - 校章（スクール・アイデンティティ）制定。
- 2005年（平成17年）4月1日 - 神奈川県立厚木清南高等学校開校。

## 校章（スクール・アイデンティティ）・校歌
- 校章デザイン - 奥野和夫（グラフィックデザイナー）

- 校歌 - 作詞：光源弘、佐竹久典（初代校長）、作曲：久石譲（作曲家）

## 服装
標準服と呼ばれる制服も存在するが、服装に関してはほぼ自由である。ただし、学校教育上の観点からハイヒールや、下駄での登校は禁止されている。

## 著名な関係者
※旧厚木南高校

### 出身者
- 磯部和彦 - （サッカー選手）
- 川元正英 - （元サッカー選手）

### 教職員
- 五十嵐勲 - 元校長、教育学者

## 交通
- 小田急線本厚木駅より徒歩10分